# Dolmens de Pérignagol
Les  dolmens de Pérignagol sont deux dolmens situés à Salles-la-Source dans le département français de l'Aveyron, en  France.

## Protection
Les dolmens no 1 et no 2 sont respectivement inscrits au titre des monuments historiques en 1994 et 1997 .

## Dolmenno1
44° 25′ 29″ N, 2° 27′ 55″ E

## Dolmenno2
L'édifice est aussi connu sous le nom de dolmen de Seveyrac.

44° 25′ 45″ N, 2° 28′ 01″ E